# フィリピン・バスケットボール・アソシエーション
フィリピン・バスケットボール・アソシエーション（英語: Philippines Basketball Association、略称：PBA）は、フィリピンのプロバスケットボールリーグである。

## 概要
1938年よりフィリピンバスケットボール協会（BAP）傘下で行われていた実業団リーグのマニラ商工体育協会（MICAA）から脱退した9チームにより1975年4月9日に発足。アジア最古のバスケットボールリーグであり、世界的にもNBAに次ぐ歴史がある。
フィリピンは長らくアメリカの植民地だった事からバスケットボールが他のアジア諸国に比べ盛んであり、PBAもまた国民的スポーツとして人気が極めて高い。
ルールはFIBAルールとNBAルールを併用している。
1985年からはドラフトも行われている。
なお、フィリピンでは他にナショナル・ビッチ・カンファレンス（NBC）なる別のプロ組織もある。これは1998年に発足されたメトロポリタン・バスケットボール・アソシエーション（MBA）が一度中断し、2004年に再結成されたものである。
また、PBA所属選手はフィリピン代表としてはアジア大会に参加しているが、アジア選手権には参加していない。

## NBAとの相違点
1つのシーズンが、フィリピン人選手だけが参加するフィリピン・カップ（bobsの大きさ）（Philippines Cup）と、外国人選手の参加が認められるフィエスタ・カンファレンス（Fiesta Conference）の2つで構成されている。それぞれの優勝チームが対戦して年間王者を決定することはないため、独立した大会と見做される。
以前は1シーズンは3つに分かれており、3シーズンすべてに優勝したチームはグランド・スラムと呼ばれた。過去、グランド・スラムを達成したのは1976、83年のクリスパ、89年のサンミゲル、96年のアラスカの4チームある。
フランチャイズ制(本拠地制、ホーム&アウェイ方式)を採用していない。
全10チームすべてが首都マニラに本拠を置き、同じアリーナでプレイする。
2024年8月18日から始まったシーズン49で、リングから約6.75mの3点シュートラインをそのまま残し、
リングから約8.2m(27フィート)の距離に新たに4点シュートラインが設けられ、PBA独自のルールとして運用が始まった。
MERALCO BOLTS対MAGNOLIA HOTSHOTS戦の2Q残り10:28にBOLTS#6クリス・バンケロ選手(NBA選手パオロ・バンケロのいとこ)が初シュートを決めた。
チーム名は企業名＋ニックネームであるのは日本のプロ野球と同様だが、特徴的なのは毎年のように名前が変わることである。
例えばヒネブラ（Ginebra）は、1979年にリーグに加盟したときはギルビー・ジン（Gilbey's Gin）だったが、その後St. George Whiskey、Anejo Rum 65、Ginnebra San Miguel、Gordon'sなどのチーム名で参戦している。これらはすべて酒造会社であるヒネブラの商品名である。日本のプロ野球でたとえると、千葉ロッテマリーンズがある年はロッテ・クールミンツ、次の年はガーナ・チョコレーツと呼ばれているようなものである。

## チームの変遷
- 1975年4月9日に、キャリアー・ウェザーメイカーズ、クリスパ・レドマナイザーズ、ノリタケ・ポルセリンメイカーズ、プレスト・ジューサーズ、ロイヤル・トゥル・オレンジ、セヴンアップ・アンコーラズ、タンドゥアイ・ディスティラーズ、トヨタ・コメッツ、ユーテックス・ウィーヴァーズによって結成。
- 1977年 - キャリアーが脱退。
- 1978年 - セヴンアップが脱退。フィルマンバンク・バンカーズが加入。
- 1979年 - ギルビー・ジンズが加入。
- 1980年 - フィルマンバンクが脱退。テフィリン・ポリエスターズとガレオン・シッパーズが加入。
- 1982年 - テフィリンとガレオンが脱退。
- 1983年 - ユーテックスが脱退。マンハッタン・シャートメイカーズが加入。
- 1984年 - トヨタとガレリー・ドミニクが脱退。ビアハウゼン・ブルーマスターズが加入。
- 1985年 - クリスパとマンハッタンが脱退。シェル・ターボチャージャーズが加入。
- 1986年 - アラスカミルク・キングス（現・アラスカ・エイセズ）が加入。
- 1987年 - マニラビアが脱退。ピュアフーズ・ホットドッグスが加入。
- 1988年 - タンドゥアイが脱退。
- 1990年 - ポップコーラ・パンサーズ（現・コカコーラ・タイガース）とサーシ・シズラーズ（現・トーキンテクスト・フォンパルズ）が加入。
- 1994年 - プレストが脱退。サンタルシア・リアルターズが加入。
- 1999年 - タンドゥアイが再加入。
- 2001年、タンドゥアイが脱退。レッドブル・エナジーキングス（現・レッドブル・バラコ）が加入。
- 2002年 - フェデックス・エクスプレス（現・エア21）が加入。
- 2006年 - シェルが脱退。ウェルコート・ドラゴンズが加入。
- 2022年 - アラスカが脱退。コンバージ・ファイバーエクサーズが加入。

## 所属チーム
| 球団名                                                                 | 親会社                                 | チーム創設年 | PBA加盟年 | 優勝回数 |
| ---------------------------------------------------------------------- | -------------------------------------- | ------------ | --------- | -------- |
| バランガイ・ヒネブラ・サンミゲル Barangay Ginebra San Miguel           | ヒネブラ・サンミゲル                   | 1979         | 1979      | 13       |
| ブラックウォーター・ボッシング Blackwater Bossing                      | エバー・ビレナ                         | 2006         | 2014      | 0        |
| コンバージ・ファイバーエクサーズ Converge FiberXers                    | コンバージICT                          | 2022         | 2022      | 0        |
| マグノリア・ホットショッツ Magnolia Hotshots                           | サンミゲル・フード・アンド・ビバレッジ | 1986         | 1988      | 14       |
| メラルコ・ボルツ Meralco Bolts                                         | メラルコ                               | 1968         | 2010      | 0        |
| NLEXロードウォリアーズ NLEX Road Warriors                              | NLEXコーポレーション                   | 2011         | 2014      | 0        |
| ノーズポート・バタンピア NorthPort Batang Pier                         | スルタン900キャピタル                  | 2004         | 2012      | 0        |
| フェニックス・フューエルマスターズ Phoenix Fuel Masters                | フェニックス石油                       | 2016         | 2016      | 0        |
| レインオアシャイン・エラストペインターズ Rain or Shine Elasto Painters | アジアン・コーティング・フィリピン     | 1996         | 2006      | 2        |
| サンミゲル・ビアメン San Miguel Beermen                                | サンミゲル・ブルワリー                 | 1938         | 1975      | 27       |
| テラフィルマ・ジップ Terrafirma Dyip                                   | テラフィルマ不動産開発コーポレーション | 2014         | 2014      | 0        |
| TNTトロパン・5G TNT Tropang 5G                                         | スマート・コミュニケーションズ         | 1990         | 1990      | 8        |

## 開催地
PBAはフランチャイズ制を採用していないため、リーグが会場を借りて試合を行っている。通常、週3回マニラ首都圏のアリーナでダブルヘッダーを行い、土曜日には「out-of-town game」としてマニラ首都圏以外の地域で試合を行う。
多くの試合はケソン市のスマート・アラネタ・コロシアムとパサイのSMモール・オブ・アジア・アリーナで行われる。両アリーナが使用できない場合、パサイのクネタ・アストロドームとパシグのフィルスポーツ・アリーナを会場とする。地方での試合は国内の特定の会場で開催される。プレーオフは通常、スマート・アラネタ・コロシアムで開催されていたが、リーグを国内全土に普及させるため、近年は地方でも行われている。
また、フィリピン国外でも何度か試合が行われており、その多くはフィリピン人コミュニティの多いドバイの開催である。
| 主要会場 | 主要会場                                              | 主要会場                                              | 主要会場                                               | 主要会場                                               |
| -------- | ----------------------------------------------------- | ----------------------------------------------------- | ------------------------------------------------------ | ------------------------------------------------------ |
| 会場     | スマート・アラネタ・コロシアム Smart Araneta Coliseum | スマート・アラネタ・コロシアム Smart Araneta Coliseum | SMモール・オブ・アジア・アリーナ SM Mall of Asia Arena | SMモール・オブ・アジア・アリーナ SM Mall of Asia Arena |
| 所在地   | ケソン市                                              | ケソン市                                              | パサイ                                                 | パサイ                                                 |
| 収容人数 | 25,000                                                | 25,000                                                | 20,000                                                 | 20,000                                                 |
| 写真     |                                                       |                                                       |                                                        |                                                        |
| 代替会場 |                                                       |                                                       |                                                        |                                                        |
| 会場     | クネタ・アストロドーム Cuneta Astrodome               | イナレス・センター Ynares Center'                     | アロンテ・スポーツ・アリーナ Alonte Sports Arena       | フィリピン・アリーナ Philippine Arena                  |
| 所在地   | パサイ                                                | リサール州アンティポロ                                | ラグナ州ビニャン                                       | ブラカン州ボカウエ                                     |
| 収容人数 | 12,000                                                | 7,400                                                 | 6,500                                                  | 55,000                                                 |
| 写真     |                                                       |                                                       |                                                        |                                                        |

## 歴代王者

### 2003年以降
| 年       | カンファレンス | 優勝             | 勝敗        | 準優勝       | 3位          | 優勝コーチ      |
| -------- | -------------- | ---------------- | ----------- | ------------ | ------------ | --------------- |
| 2003     | 全フィリピン   | Talk 'N Text     | 4-2         | Coca-Cola    | Alaska       | Joel Banal      |
| 2003     | Invitational*  | Alaska           | 3-1         | Coca-Cola    | FedEx        | Tim Cone        |
| 2003     | Reinforced     | Coca-Cola        | 4-3         | San Miguel   | Talk 'N Text | Chot Reyes      |
| (2004)** | フィエスタ     | Barangay Ginebra | 3-1         | Red Bull     | Talk 'N Text | Siot Tanquincen |
| 2004-05  | フィリピン     | Barangay Ginebra | 4-2         | Talk 'N Text | San Miguel   | Siot Tanquincen |
| 2004-05  | フィエスタ     | San Miguel       | 4-1         | Talk 'N Text | Shell        | Jong Uichico    |
| 2005-06  | フィエスタ     | Red Bull         | 4-2         | Purefoods    | Air21        | Yeng Guiao      |
| 2005-06  | フィリピン     | Purefoods        | 4-2         | Red Bull     | Alaska       | Ryan Gregorio   |
| 2006-07  | フィリピン     | Barangay Ginebra | 4-2         | San Miguel   | Talk 'N Text | Jong Uichico    |
| 2006-07  | フィエスタ     | Alaska           | 4-3         | Talk 'N Text | Red Bull     | Tim Cone        |
| 2007-08  | フィリピン     | Sta. Lucia       | 4-3         | Purefoods    | Red Bull     | Boyet Fernandez |
| 2007-08  | フィエスタ     | Barangay Ginebra | 4-3         | Air21        | Red Bull     | Jong Uichico    |
| 2008-09  | フィリピン     | Talk 'N Text     | 4-3         | Alaska       | Sta. Lucia   | Chot Reyes      |
| 2008-09  | フィエスタ     |                  |             |              |              |                 |
| 2009-10  | フィリピン     |                  | 4-          |              |              |                 |
| 2009-10  | フィエスタ     |                  |             |              |              |                 |
| 2010-11  | フィリピン     |                  | 4-          |              |              |                 |
| 2010-11  | フィエスタ     |                  |             |              |              |                 |
| 2011-12  | フィリピン     |                  | 4-          |              |              |                 |
| 2011-12  | フィエスタ     |                  |             |              |              |                 |
| 2012-13  | フィリピン     |                  | 4-          |              |              |                 |
| 2012-13  | フィエスタ     |                  |             |              |              |                 |
| 2013-14  | フィリピン     |                  | 4-          |              |              |                 |
| 2013-14  | フィエスタ     | To be held.      | To be held. | To be held.  | To be held.  | To be held.     |
| 2014-15  | フィリピン     |                  | 4-          |              |              |                 |
| 2014-15  | フィエスタ     |                  |             |              |              |                 |
| 2015-16  | フィリピン     |                  | -           |              |              |                 |
| 2015-16  | フィエスタ     |                  |             |              |              |                 |
| 2016-17  | フィリピン     |                  | -           |              |              |                 |
| 2016-17  | フィエスタ     |                  |             |              |              |                 |
| 2017-18  | フィリピン     |                  | -           |              |              |                 |
| 2017-18  | フィエスタ     |                  |             |              |              |                 |

**The 2004 PBA Fiesta Conference was a transitional conference and was not a part of the 2003 or of the 2004-05 season.